# Frank Müller (Politiker)
Frank Müller (* 7. Mai 1977 in Marienberg) ist ein deutscher Politiker (SPD). Er ist seit 2017 Abgeordneter im Landtag von Nordrhein-Westfalen.

## Biografie
Müller besuchte in Essen die Leither Schule und im Anschluss die Viktoriaschule, an der er 1996 das Abitur ablegte. Danach absolvierte er bis 1999 eine Ausbildung zum Bankkaufmann und war in diesem Beruf kurzzeitig tätig. 2000 begann er ein Studium der Humanmedizin an der Universität Essen, das er jedoch vorzeitig abbrach. Von 2005 bis 2017 war er als Mitarbeiter für die Landtagsabgeordneten Thomas Kutschaty und Hans-Willi Körfges tätig.
Müller war zunächst Mitglied bei den Gewerkschaften HBV und ver.di und ist seit 2016 Mitglied der IG BCE. Er ist seit 2012 Mitglied des Vorstandes beim Deutschen Kinderschutzbund Essen und seit 2014 Vorsitzender des Vereins für Kinder- und Jugendarbeit in sozialen Brennpunkten Ruhrgebiet.

## Politik
Müller trat 1999 in die SPD ein. Er war ab 2012 Schatzmeister und ist seit 2021 Vorsitzender des SPD-Unterbezirks Essen. Von 2004 bis 2009 war er Mitglied der Bezirksvertretung Essen VII (Steele/Kray). Von 2009 bis zum 31. Mai 2017 hatte er einen Sitz im Rat der Stadt Essen und war dort von 2014 bis 2016 stellvertretender Fraktionsvorsitzender.
Bei der Landtagswahl im Mai 2017 wurde Müller im Wahlkreis 66 (Essen II) als Direktkandidat der SPD mit 39,9 % der Erststimmen in den Landtag von Nordrhein-Westfalen gewählt. Bei der Landtagswahl im Mai 2022 verteidigte er das Direktmandat mit 38,4 % der Erststimmen. Im Landtag ist er Mitglied in den Ausschüssen für Gleichstellung und Frauen, für Familie, Kinder und Jugend sowie für Schule und Bildung.